# Re-Union FC
Re-Union Football Club w skrócie Re-Union FC – kenijski klub piłkarski grający niegdyś w kenijskiej pierwszej lidze, mający siedzibę w mieście Nairobi. Wcześniej nosił nazwę Luo Union FC.

## Sukcesy
- Premier League[1]:
  - mistrzostwo (2): 1964, 1975.

- Puchar Kenii[2]:
  - zwycięstwo (3): 1964, 1965, 1966.

## Występy w afrykańskich pucharach
| Sezon | Rozgrywki                 | Runda       | Kraj     | Klub            | Dom | Wyjazd | Dwumecz |
| ----- | ------------------------- | ----------- | -------- | --------------- | --- | ------ | ------- |
| 1976  | Puchar Mistrzów           | 2           |          | Saint-George SA | 3–1 | 2–0    | 5–1     |
| 1976  | Puchar Mistrzów           | ćwierćfinał | Algieria | MC Algier       | 3–6 | 0–1    | 3–7     |
| 1977  | Puchar Zdobywców Pucharów | 1           | Algieria | MO Constantine  | 0–1 | 0–2    | 0–3     |

## Stadion
Domowe mecze klub rozgrywa na stadionie o nazwie Plantation Company Field w Nairobi. Stadion może pomieścić 1200 widzów.

## Reprezentanci kraju grający w klubie od 1990 roku
Stan na styczeń 2023.
| - Seif Mutie - Pascal Ochieng - David Odhiambo | - John Odie - Tom Ogweno - Matthew Ottamax |